# Município de Goshen (condado de Hardin, Ohio)
Localização do Ohio nos E.U.A.
O município de Goshen (em inglês: Goshen Township) é um município localizado no condado de Hardin no estado estadounidense de Ohio. No ano de 2010 tinha uma população de 562 habitantes e uma densidade populacional de 7,64 pessoas por km².

## Geografia
O município de Goshen encontra-se localizado nas coordenadas 40° 40′ 43″ N, 83° 29′ 12″ O. Segundo a Departamento do Censo dos Estados Unidos, o município tem uma superfície total de 73.55 km², da qual 73,55 km² correspondem a terra firme e (0 %) 0 km² é água.

## Demografia
Segundo o censo de 2010, tinha 562 pessoas residindo no município de Goshen. A densidade populacional era de 7,64 hab./km².